# NGC 7750
NGC 7750 je spirální galaxie s příčkou v souhvězdí Ryb. Její zdánlivá jasnost je 12,8m a úhlová velikost 1,6′ × 0,8′. Je vzdálená 137 milionů světelných let, průměr má 65 000 světelných let. Galaxie je členem skupiny galaxií LGG 482, skupiny okolo galaxie NGC 7757. Galaxii objevil 30. srpna 1785 William Herschel.